# وزارة الاتصالات وتقانة المعلومات (سوريا)
وزارة الاتصالات وتقنية المعلومات هي الوزارة المسؤولة عن تطوير الاتصالات والبريد وتقنية المعلومات ووضع الاستراتيجيات وبرامج التنفيذ في هذا المجال.
في 25 أيلول 2003 عُدلت تسمية وزارة المواصلات بموجب المرسوم التشريعي رقم /62/ لتصبح وزارة الاتصالات والتقنية، وفي 1 يوليو 2024 عُدلت التسمية مرة أخرى بموجب القانون رقم 25 لسنة 2024 لتصبح وزارة الاتصالات وتقنية المعلومات. ويرأسها عبد السلام هيكل منذ 29 آذار (مارس) 2025.

## عن الوزارة
تعد وزارة المواصلات من أقدم وأعرق الوزارات في سورية، وهي أم الوزارات كون العديد من الوزارات انبثقت عنها، ثم استقلت بجزء من أعمالها ومهامها.
جرت العادة ولفترة طويلة أن تلقب وزارة المواصلات بالنافعة لما تقدمه من خدمات نافعة وعميمة للمواطنين، فهي وزارة الخدمات الهندسية كافة. وكانت مهامها واسعة وكثيرة فشملت المهام الحالية لعدد من الوزارات وأهمها النقل والري والإسكان والتعمير؛ بمؤسساتها المختلفة كالطيران المدني والشركة السورية للطيران والسكك الحديدية وغيرها. كما شملت أعمالها أيضاً جزءاً من أعمال وزارات أخرى كوزارة الاتصالات والتقانة ووزارة الإعلام؛ بل أنها كانت الوزارة المسؤولة عن وسائط نقل جميع الوزارات الأخرى وفي مرآبها كانت تبيت يومياً جميع السيارات الحكومية.
وقد وصلت هذه الوزارة إلى مرحلة لم يعد بالإمكان بأن تناط بها جميع مهام النافعة. فبدأت مهامها تتنوع في بنى هيكلية جديدة كان من أولها المؤسسة العامة للمشاريع الكبرى ووزارة سد الفرات التي تحولت إلى وزارة الري. ثم تبع ذلك وزارات عديدة كوزارة النقل ووزارة الإنشاء والتعمير ووزارة الإسكان و غيرها. و أصبحت وزارة المواصلات فعلاً أم لوزارات عديدة.
وفي السنوات الأخيرة تقلص دور الوزارة لتضم فقط شبكة الطرقات المركزية (الإدارة العامة) ومؤسستي الاتصالات والبريد. وقد جرى إحداث مؤسسة تعنى بالمواصلات الطرقية بموجب المرسوم رقم /209/ بتاريخ 23 حزيران 2003 ، والذي نص على أن تبقى المؤسسة مرتبطة بوزير المواصلات حتى نهاية عام 2003 ثم ترتبط بعدها بوزير النقل.
في 19 أيلول 2003 تم إحداث وزارة الاتصالات والتقنية لتحل محل مؤسسة المواصلات الطرقية وتعنى بالاتصالات وتقنياتها فقط.
بتاريخ 1 تموز 2024 صدر المرسوم الرئاسي رقم 25 القاضي بإحداث وزارة  الاتصالات وتقنية المعلومات لتحل محل وزارة الاتصالات والتقنية المحددة صلاحياتها في المرسوم التشريعي رقم (69) لعام 2013 بما لها من حقوق وما عليها من التزامات.

## الهيكل التنظيمي

### المديريات[9]
- مديرية التخطيط والتعاون الدولي
- مديرية الموارد البشرية
- مديرية الشؤون القانونية
- مديرية الخدمات المشتركة
- مديرية السياسات الاستراتيجية ودعم القرار
- مديرية تمكين تقنية المعلومات
- مديرية التحول الرقمي
- مديرية المعلوماتية
- مديرية الاتصال والدعم التنفيذي

### الجهات ذات الصلة
- الهيئة الناظمة للاتّصالات والبريد[10]
- المؤسسة السورية للبريد[11]
- الهيئة العامة للإستشعار عن بعد[12]
- الهيئة العامة لخدمات الاتصالات اللاسلكية[13]
- الهيئة الوطنية لخدمات تقنية المعلومات[14][15]
- الشركة السورية للاتصالات
- هيئة حماية البيانات الشخصية

### الجهات الأخرى العاملة في القطاع[16][17]
- الشركة السورية للمدفوعات الالكترونية[18]

## مهام وأهداف الوزارة
وفق أحكام المرسوم التّشريعي رقم /69/ لعام 2013، ومع عدم الإخلال بالأحكام الواردة في قانون الاتّصالات الصّادر بالقانون رقم/18/ لعام2010، تتولّى وزارة الاتّصالات والتّقنية المهام الآتية:
- في السّياسات والاستراتيجيات:
  - رسم السّياسات العامّة في قطاعات المعلوماتية والاتّصالات والبريد، والسّياسات العامّة لمجتمع المعرفة والاقتصاد الرّقمي، في إطار السّياسة العامّة للدّولة، ووضع الاستراتيجيات والخطط المتوافقة مع تلك السّياسات، وذلك بالتنسيق مع الجهات المعنيّة.
  - رسم السّياسات العامّة في مجالات المعلوماتية والخدمات الإلكترونية، وما يتّصل بها من شؤون إصلاح الإدارة العامّة وتطويرها، في إطار السّياسة العامّة للدّولة، ووضع الاستراتيجيات والخطط المتوافقة مع تلك السّياسات، وذلك بالتنسيق مع الجهات المعنيّة.
  - وضع الخطط المناسبة لتشجيع الاستثمار في قطاعات المعلوماتية والاتّصالات والبريد، وذلك بالتنسيق مع الجهات المعنيّة.
  - رسم سياسة تقديم الخدمة الشّاملة في مجال الاتّصالات والبريد، على نحو يحقّق متطلّبات التنمية الاقتصادية والاجتماعية.
  - المشاركة في وضع الخطّة الوطنية للطّيف الترددي.
  - العمل على نشرالوعي بدور تقانات المعلومات والاتّصالات والبريد في التنمية الاقتصاديّة والاجتماعيّة.
- في التّشريعات والمعايير الوطنية:
  - إعداد مشاريع التّشريعات المتعلّقة بقطاعات المعلوماتيّة والاتّصالات والبريد.
  - إعداد مشاريع التّشريعات المتعلّقة بالمعلوماتيّة والخدمات الإلكترونيّة، وما يتّصل بها من شؤون إصلاح الإدارة العامّة وتطويرها، وذلك بالتّعاون مع الجهات المعنيّة.
  - وضع المعاييرواللوائح التنظيميّة في قطاعات المعلوماتيّة والاتصالات والبريد، وذلك بالتّعاون مع الجهات المعنيّة.
- في المعلوماتيّة والاتّصالات والبريد:
  - الإشراف العام على قطاعات المعلوماتيّة والاتّصالات والبريد، وعلى الجهات العامّة والخاصّة العاملة فيها، والإشراف الفني على المنظّمات غير الحكوميّة العاملة فيها؛ والعمل على دعم تلك الجهات، وتوفير البيئة المناسبة لتقديم أفضل الخدمات للمستخدمين وضمان جودتها.
  - وضع البرامج والمشاريع اللازمة لتنمية قطاعات المعلوماتيّة والاتّصالات والبريد ومايتّصل بها، وتطويرها وتوطين تقنياتها، والمشاركة في تنفيذ تلك البرامج والمشاريع.
  - تمكين استخدام تقنية المعلومات لدى الجهات العامّة والخاصّة؛ ووضع أسس بناء المنظومات والشّبكات المعلوماتيّة وتطويرها وضمان أمنها، وذلك بالتّعاون مع الجهات المعنيّة.
  - تحديد بنية أسواق الاتّصالات والبريد، ووضع التّوجهات والخطط المتعلّقة بتنميتها وتطويرها، وتقديم الخدمات فيها، على نحو يواكب التطوّر التّقني العالمي.
  - وضع التّوجّهات والخطط المتعلّقة بتنمية سوق الصّناعات المعلوماتيّة والرّقميّة وتطويرها.
- في التّنمية المعلوماتيّة والإداريّة:
  - المشاركة في بناء البنى التّحتيّة التّقنية اللازمة لتقديم الخدمات الإلكترونيّة، وتحديثها، وضمان أمنها.
  - وضع البرامج الهادفة إلى تعزيز أداء أجهزة الدّولة في القطاعات الاقتصاديّة والخدميّة المختلفة، باستخدام تقنية المعلومات والاتّصالات في الإجراءات الإداريّة والماليّة، وذلك بالتّعاون مع الجهات المعنيّة.
  - وضع البرامج اللازمة لتمكين استخدام الوسائل الإلكترونيّة والمعلوماتيّة في المعاملات والتّبادلات والخدمات الحكوميّة والتّجارية والماليّة وغيرها، وذلك بالتّعاون مع الجهات المعنيّة.
  - المشاركة في تطوير العمل الحكومي بوضع القواعد الكفيلة بإعادة هندسة الإجراءات، وما يتّصل بها من شؤون تطوير الهياكل والبنى الإداريّة.
- في العلاقات الدّوليّة:
  - اقتراح عقد الاتفاقات والشّراكات، والمشاركة في البرامج والمشاريع الدّوليّة والإقليميّة والعربيّة، وذلك في مجالات عمل الوزارة.
  - تمثيل سوريا أمام الدّول والمنظّمات والاتّحادات الدّولية والإقليميّة في مجالات عمل الوزارة، وذلك بالمشاركة مع الجهات المعنيّة.
  - ضمان التّقيّد بالالتزامات المحدّدة في الاتّفاقيات والبرامج والمشاريع الدّوليّة والإقليميّة والعربيّة التي تكون الجمهوريّة العربيّة السّوريّة منضمّة إليها أو طرفا ًفيها، وذلك في مجالات عمل الوزارة.
- في بناء القدرات:
  - تعزيز نشاطات التّدريب والتّأهيل والبحث والتّطوير والابتكار والإبداع في مجالات عمل الوزارة؛ والمشاركة في وضع برامجها، ودعمها وتنفيذها.
  - اقتراح إحداث المختبرات والمعاهد ومراكز البحث والتّطوير في مجالات عمل الوزارة، ووضع البرامج التّدريبيّة والتّعليميّة المتعلّقة بذلك.

## قائمة الوزراء
| الاسم                              | فترة الولاية         | فترة الولاية         | الحكومة |  |
| وزير النافعة                       |                      |                      | |  |
| يوسف الحكيم                        | 9 آذار 1920          | 3 أيـار 1920         | حكومة رضا الركابي الثالثة                                                                                                   |  |
| جورج رزق الله                      | من 3 أيـار 1920      | 24 تمـوز 1920        | حكومة هاشم الأتاسـي الأولى                                                                                                  |  |
| يوسف الحكيم                        | 25 تمـوز 1920        | 21 آب 1920           | حكومة علاء الدين الدروبي |  |
| شاكر القيم                         | 6 أيلـول 1920        | 30 تشرين الثاني 1920 | حكومة جميل الألشي الأولى |  |
| مدير النافعة العامة                |                      |                      | |  |
| شاكر القيم                         | 1 كانون الأول 1920   | 28 حزيران 1922       | حكومة حقي العـظم الأولى |  |
| مدير الأشغال العمومية الاتحادية    |                      |                      | |  |
| حسن عزت باشا                       | 28 حزيران 1922       | 21 كانون الأول1924   | حكومة صبحي بركات الخالدي الأولى                                                                                             |  |
| وزير الأشغال العامة                |                      |                      | |  |
| حسن عزت باشا                       | 21 كانون الأول 1924  | 21 كانون الأول 1925  | حكومة صبحي بركات الخالدي الثانية                                                                                            |  |
| لطفي الحفار                        | 4 أيـار 1926         | 12 حزيران 1926       | حكومة أحمد نامي الأولى |  |
| شكيب بك ميسر                       | 12 حزيران 1926       | 2 كانون الأول 1926   | حكومة أحمد نامي الثانية |  |
| رشيد بك المدرس                     | 2 كانون الأول 1926   | 8 شباط 1928          | حكومة أحمد نامي الثالثة |  |
| وزير النافعة                       |                      |                      | |  |
| توفيق بك شامية                     | 15 شباط 1928         | 14 آب 1930           | حكومة تاج الدين الحسني الأولى                                                                                               |  |
| وزير الأشغال العامة                |                      |                      | |  |
| فؤاد العادلي                       | 14 آب 1930           | 19 تشرين الثاني 1931 | حكومة تاج الدين الحسني الأولى                                                                                               |  |
| سليم بك جنبرت                      | 15 حزيران 1932       | 15 تشرين الثاني 1933 | حكومة حقي العظم الثانية |  |
| لطيف غنيمة                         | 15 تشرين الثاني 1933 | 17 آذار 1934         | حكومة حقي العظم الثانية |  |
| جميل الألشي                        | 17 آذار 1934         | 23 شباط 1936         | حكومة تاج الدين الحسني الثانية                                                                                              |  |
| وزير الاقتصاد الوطني               |                      |                      | |  |
| مصطفى القصيري                      | 23 شباط 1936         | 21 كانون الأول 1936  | حكومة عطا الأيوبي الأولى |  |
| جميل مردم بك                       | 21 كانون الأول 1936  | 26 تموز 1938         | حكومة جميل مردم بك الأولى                                                                                                   |  |
| فائز الخوري                        | 26 تموز 1938         | 23 شباط 1939         | حكومة جميل مردم بك الأولى                                                                                                   |  |
| سليم جنبرت                         | 23 شباط 1939         | 15 أيار 1939         | حكومة لطفي الحفار حكومة نصوحي البخاري                                                                                       |  |
| مدير الأشغال                       |                      |                      | |  |
| يوسف عطا الله                      | 8 تموز 1939          | 1 نيسان 1941         | حكومة بهيج الخطيب |  |
| وزير الأشغال العامة                |                      |                      | |  |
| نسيب البكري                        | 5 نيسـان 1941        | 12 أيلـول 1941       | حكومة خالد العظم الأولى |  |
| وزير الأشغال العامة والبرق والبريد |                      |                      | |  |
| منير بك العباس                     | 20 أيلـول 1941       | 25 آذار 1943         | حكومة حسن الحكيم الأولى حكومة حسني البرازي حكومة جميل الألشي الثانية                                                        |  |
| وزير الأشغال العامة                |                      |                      | |  |
| نعيم بك الأنطاكي                   | 25 آذار 1943         | 19 آب 1943           | حكومة عطا الأيوبي |  |
| مظهر رسلان                         | 19 آب 1943           | 14 تشرين الأول 1944  | حكومة سعد الله الجابري الأولى                                                                                               |  |
| عبد الرحمن الكيالي                 | 14 تشرين الأول 1944  | 5 نيسـان 1945        | حكومة فارس الخوري الأولى |  |
| حكمت الحكيم                        | 7 نيسان1945          | 23 آب 1945           | حكومة فارس الخوري الثانية                                                                                                   |  |
| حكمت الحكيم                        | 26 آب 1945           | 30 أيلـول 1945       | حكومة فارس الخوري الثالثة                                                                                                   |  |
| نعيم الأنطاكي (بالوكالة)           | 30 أيلـول 1945       | 1 كانون الأول 1945   | حكومة سعد الله الجابري الثانية                                                                                              |  |
| فتح الله صقال                      | 1 كانون الأول 1945   | 25 نيسان 1946        | حكومة سعد الله الجابري الثانية                                                                                              |  |
| ميخائيل اليان                      | 26 نيسان 1946        | 27 كانون الأول 1946  | حكومة سعد الله الجابري الثالثة                                                                                              |  |
| عدنان الأتاسي                      | 28 كانون الأول 1946  | 2 تشرين الأول 1947   | حكومة جميل مردم بك الثانية                                                                                                  |  |
| أحمد الرفاعي                       | 6 تشرين الأول 1947   | 19 آب 1948           | حكومة جميل مردم بك الثالثة                                                                                                  |  |
| أحمد الرفاعي                       | 23 آب 1948           | 2 كانون الأول 1948   | حكومة جميل مردم بك الرابعة                                                                                                  |  |
| مجد الدين الجابري                  | 16 كانون الأول 1948  | 29 آذار 1949         | حكومة خالد العظم الثانية |  |
| أسعد الكوراني                      | 16 نيسـان 1949       | 19 نيسان 1949        | حكومة حسني الزعيم |  |
| فتح الله الصقال                    | 19 نيسان 1949        | 14 آب 1949           | حكومة حسني الزعيم حكومة محسن البرازي                                                                                        |  |
| وزير الأشغال العامة والمواصلات     |                      |                      | |  |
| مجد الدين الجابري                  | 14 آب 1949           | 17 آب 1949           | حكومة هاشم الأتاسي |  |
| فتح الله آسيون                     | 17 آب 1949           | 14 كانون الأول 1949  | حكومة هاشم الأتاسي |  |
| وزير الأشغال                       |                      |                      | |  |
| محمد المبارك                       | 24 كانون الأول 1949  | 4 حزيران 1950        | حكومة ناظم القدسي الأولى حكومة خالد العظم الثالثة                                                                           |  |
| جورج شلهوب                         | 4 حزيران 1950        | 8 أيلول 1950         | حكومة ناظم القدسي الثانية                                                                                                   |  |
| أحمد قنبر                          | 8 أيلول 1950         | 27 آذار 1951         | حكومة ناظم القدسي الثالثة                                                                                                   |  |
| وزير الأشغال العامة والمواصلات     |                      |                      | |  |
| سامي طيارة                         | 27 آذار 1951         | 9 آب 1951            | حكومة خالد العظم الرابعة |  |
| حامد الخوجة                        | 9 آب 1951            | 28 تشرين الثاني 1951 | حكومة حسن الحكيم الثانية |  |
| جورج شاهين                         | 28 تشرين الثاني 1951 | 1 كانون الأول 1951   | حكومة معروف الدواليبي الأولى                                                                                                |  |
| توفيق هارون                        | 9 حزيران 1952        | 11 تموز 1953         | حكومة فوزي سلو |  |
| فتح الله آسيون                     | 19 تموز 1953         | 1 آذار 1954          | حكومة أديب الشيشكلي |  |
| رشاد جبري                          | 1 آذار 1954          | 19 حزيران 1954       | حكومة صبري العسلي الأولى |  |
| نبيه الغزي                         | 19 حزيران 1954       | 29 تشرين الأول 1954  | حكومة سعيد الغزي الأولى |  |
| مجد الدين الجابري                  | 29 تشرين الأول 1954  | 13 شباط 1955         | حكومة فارس الخوري الرابعة                                                                                                   |  |
| عبد الباقي نظام الدين              | 13 شباط 1955         | 14 حزيران 1956       | حكومة صبري العسلي الثانية حكومة سعيد الغزي الثانية                                                                          |  |
| مجد الدين الجابري                  | 14 حزيران 1956       | 31 كانون الأول 1956  | حكومة صبري العسلي الثالثة                                                                                                   |  |
| فاخر كيالي                         | 31 ديسمبر 1956       | 6 آذار 1958          | حكومة صبري العسلي الرابعة                                                                                                   |  |
| وزير المواصلات                     |                      |                      | |  |
| أمين النفوري (الإقليم الشمالي)     | 6 آذار 1958          | 7 تشرين الأول 1958   | حكومة جمال عبد الناصر الرابعة                                                                                               |  |
| أمين النفوري (الوزارة المركزية)    | 7 تشرين الأول 1958   | 16 آب 1961           | حكومة جمال عبد الناصر الخامسة                                                                                               |  |
| محمد العالم (الإقليم الشمالي)      | 7 تشرين الأول 1958   | 16 آب 1961           | حكومة جمال عبد الناصر الخامسة                                                                                               |  |
| مصطفى خليل (الوزارة المركزية)      | 16 آب 1961           | 28 أيلول 1961        | حكومة جمال عبد الناصر السادسة                                                                                               |  |
| وزير الأشغال العامة والمواصلات     |                      |                      | |  |
| عبد الرحمن حورية                   | 29 أيلـول 1961       | 22 كانون الأول 1961  | حكومة مأمون الكزبري حكومة عزت النص                                                                                          |  |
| وزير المواصلات                     |                      |                      | |  |
| أحمد علي كامل                      | 22 كانون الأول 1961  | 27 آذار 1962         | حكومة معروف الدواليبي الثانية                                                                                               |  |
| صبحي كحالة                         | 16 نيسان 1962        | 8 آذار 1963          | حكومة بشير العظمة حكومة خالد العظم الخامسة                                                                                  |  |
| جهاد ضاحي                          | 9 آذار 1963          | 11 أيـار 1963        | حكومة صلاح الدين البيطار الأولى                                                                                             |  |
| أحمد أبو صالح                      | 13 أيـار 1963        | 14 أيـار 1964        | حكومة صلاح الدين البيطار الثانية حكومة صلاح الدين البيطار الثالثة حكومة أمين الحافظ الأولى                                  |  |
| نور الدين الرفاعي                  | 14 أيـار 1964        | 3 تشرين الأول 1964   | حكومة صلاح الدين البيطار الرابعة                                                                                            |  |
| سميح الفاخوري                      | 3 تشرين الأول 1964   | 27 كانون الأول 1965  | حكومة أمين الحافظ الثانية حكومة يوسف زعين الأولى                                                                            |  |
| أحمد بدر الدين                     | 1 كانون الثاني 1966  | 23 شباط 1966         | حكومة صلاح الدين البيطار الخامسة                                                                                            |  |
| سميح عطية                          | 1 آذار 1966          | 28 تشرين الأول 1968  | حكومة يوسف زعين الثانية |  |
| واصل فيصل                          | 29 تشرين الأول 1968  | 15 تشرين الثاني 1970 | حكومة نور الدين الأتاسي |  |
| عمر السباعي                        | 21 تشرين الثاني 1970 | 14 كانون الثاني 1980 | حكومة حافظ الأسد حكومة عبد الرحمن خليفاوي الأولى حكومة محمود الأيوبي حكومة عبد الرحمن خليفاوي الثانية حكومة محمد علي الحلبي |  |
| رأفت الكردي                        | 14 كانون الثاني 1980 | 7 نيسان 1985         | حكومة عبد الرؤوف الكسم الأولى حكومة عبد الرؤوف الكسم الثانية                                                                |  |
| محمد مراد قوتلي                    | 8 نيسان 1985         | 29 حزيران 1992       | حكومة عبد الرؤوف الكسم الثالثة حكومة محمود الزعبي الأولى                                                                    |  |
| رضوان مارتيني                      | 29 حزيران 1992       | 13 كانون الأول 2001  | حكومة محمود الزعبي الثانية حكومة مصطفى ميرو الأولى                                                                          |  |
| محمد بشير المنجد                   | 13 كانون الأول 2001  | 18 أيلول 2003        | حكومة مصطفى ميرو الثانية |  |
| وزير الاتصالات والتقانة            |                      |                      | |  |
| محمد بشير المنجد                   | 18 أيلول 2003        | 11 شباط 2006         | حكومة محمد ناجي العطري |  |
| عمرو نذير سالم                     | 11 شباط 2006         | 8 كانون الأول 2007   | حكومة محمد ناجي العطري |  |
| عماد عبد الغني الصابوني            | 8 كانون الأول 2007   | 27 آب 2014           | حكومة محمد ناجي العطري حكومة عادل سفر حكومة رياض حجاب حكومة وائل الحلقي الأولى                                              |  |
| محمد غازي الجلالي                  | 27 آب 2014           | 3 تموز 2016          | حكومة وائل الحلقي الثانية                                                                                                   |  |
| علي الظفير                         | 3 تموز 2016          | 26 تشرين الثاني 2018 | حكومة عماد خميس |  |
| إياد محمد الخطيب                   | 26 تشرين الثاني 2018 | 1 تموز 2024          | حكومة عماد خميس حكومة حسين عرنوس الأولى حكومة حسين عرنوس الثانية                                                            |  |
| وزير الاتصالات وتقانة المعلومات    |                      |                      | |  |
| إياد محمد الخطيب                   | 1 تموز 2024          | في المنصب            | حكومة حسين عرنوس الثانية حكومة محمد غازي الجلالي                                                                            |  |

## روابط خارجية
- قانون الاتصالات في الجمهورية العربية السورية
- مهام وصلاحيات وزارة الاتصالات والتقانة
- الموقع الرسمي للوزارة
- مجلس الوزراء السوري
- وزارات الدولة على بوابة الحكومة الإلكترونية السورية
- الوزارات والهيئات الحكومية على موقع مجلس الشعب السوري